# Hal Linden
Hal Linden, all'anagrafe Harold Lipshitz (New York, 20 marzo 1931), è un attore e cantante statunitense.

## Biografia
Ha recitato in quattordici produzioni di opere di prosa e musical a Broadway tra il 1956 e il 2002, vincendo il Tony Award al miglior attore protagonista in un musical per The Rothschilds nel 1971. Per la sua carriera televisiva e cinematografica ha vinto tre Daytime Emmy Award ed è stato candidato tre volte al Golden Globe.
È stato sposato con la ballerina Frances Martin dal 1957 alla morte della donna, avvenuta nel 2010. La coppia ha avuto quattro figli.

## Filmografia parziale

### Cinema
- Susanna agenzia squillo (Bells Are Ringing), regia di Vincente Minnelli 1960)
- L'uomo di Rio (L'Homme de Rio), regia di Philippe de Broca (1964)
- Cambiar vita (A New Life), regia di Alan Alda (1988)
- Gli impenitenti (Out to Sea), regia di Martha Coolidge (1997)
- Jump, regia di Justin McCarthy (1999)
- You People, regia di Kenya Barris (2023)

### Televisione
- Aspettando il domani (Search for Tomorrow) – serial TV, 2 episodio (1969)
- Ghost Story – serie TV, 1 episodio (1972)
- Barney Miller – serie TV, 170 episodi (1975-1982)
- F.B.I. (The F.B.I.) – serie TV, 1 episodi (1976)
- Blacke's Magic – serie TV, 1 episodio (1986)
- Cuori senza età (The Golden Girls) – serie TV, 1 episodio (1991)
- Jack's Place – serie TV, 18 episodi (1992-1993)
- CBS Schoolbreak Special – serie TV, 1 episodio (1994)
- Prigionieri di un incubo (The Colony), regia di Rob Hedden – film TV (1995)
- Un filo nel passato (Nowhere Man) – serie TV, 1 episodio (1996)
- Il tocco di un angelo (Touched by an Angel) – serie TV, episodi 2x15-8x10 (1996-2001)
- La tata (The Nanny) – serie TV, episodio 6x14 (1999)
- The Drew Carey Show – serie TV, 1 episodio (1999)
- Rude Awakening – serie TV, 1 episodio (2000)
- Una mamma per amica (Gilmore Girls) – serie TV, episodio 2x16 (2002)
- The Zeta Project – serie TV, 1 episodio (2002)
- Glow - La casa del mistero (The Glow), regia di Craig R. Baxley – film TV (2002)
- Law & Order - Criminal Intent – serie TV, 1 episodio (2003)
- Will & Grace – serie TV, episodio 6x12 (2004)
- Huff – serie TV, 1 episodio (2005)
- The King of Queens – serie TV, 1 episodio (2005)
- A casa di Fran (Living with Fran) – serie TV, episodio 2x09 (2006)
- Beautiful (The Bold and the Beautiful) – serie TV, 6 episodi (2006-2007)
- Hot in Cleveland – serie TV, 1 episodio (2010)
- NTSF:SD:SUV:: – serie TV, 1 episodio (2012)
- The Mindy Project – serie TV, 1 episodio (2013)
- Supernatural – serie TV, episodio 8x13 (2013)
- 2 Broke Girls – serie TV, episodio 3x22 (2014)
- Royal Pains – serie TV, episodio 8x05 (2016)
- American Housewife – serie TV, episodio 1x09 (2017)
- Law & Order - Unità vittime speciali (Law & Order: Special Victims Unit) – serie TV, episodio 19x22 (2018)
- Grey's Anatomy – serie TV, episodio 16x03 (2019)

### Doppiaggio
- Il ritorno di Godzilla (ゴジラ・エビラ・モスラ 南海の大決闘), regia di Jun Fukuda (1966)
- Gli eredi di King Kong (怪獣総進撃), regia di Ishirō Honda (1968)

## Doppiatori italiani
Nelle versioni in italiano delle opere in cui ha recitato, Hal Linden è stato doppiato da:
- Carlo Reali in Supernatural, American Housewife, Grey's Anatomy
- Dario De Grassi ne La tata, A casa di Fran
- Dante Biagioni ne Il tocco di un angelo, Beautiful
- Michele Gammino in Cambiar vita
- Bruno Alessandro ne Gli impenitenti
- Massimo Milazzo in Will & Grace
- Gianni Giuliano in Royal Pains
- Pietro Biondi in Una mamma per amica
- Marco Morellini in Glow - La casa del mistero
- Franco Vaccaro in Law & Order - Criminal Intent
- Dario Penne in 2 Broke Girls
- Giorgio Locuratolo in Law & Order - Unità vittime speciali
- Pieraldo Ferrante in You People